# Cliona ecaudis
Cliona ecaudis är en svampdjursart som beskrevs av Topsent 1932. Cliona ecaudis ingår i släktet Cliona och familjen borrsvampar.
Artens utbredningsområde är havet kring Franska Polynesien. Inga underarter finns listade i Catalogue of Life.